# 키움증권
키움증권(Kiwoom Securities)은 대한민국의 증권사이다. 2000년 1월 31일 키움닷컴증권으로 설립되었으며, 2004년 코스닥에 상장되었다. 2007년 5월 사명을 키움닷컴증권에서 키움증권으로 변경하였다. 주요 사업은 개인위탁중개, 주식, 채권, CP, 법인 중개영업, 유가증권의 매매, 뮤추얼펀드, 수익증권, 금융상품 판매, 인터넷을 이용한 증권 거래 서비스 제공 등이다. 2009년 코스닥에서 코스피로 이전하였다.

## 영웅문
영웅문은 키움증권의 인터넷 주식매매프로그램(HTS)이다. 윈도 환경의 PC에서 주로 쓰이나 현재 안드로이드와 아이폰 애플리케이션으로도 출시되었다.

## 영업점
- 영업부: 서울특별시 영등포구 의사당대로 96 4층

## 키움프라이빗에쿼티
키움프라이빗에쿼티(KIWOOM Private Equity)는 2017년에 설립된 한국의 사모펀드이다.

## 같이 보기
- 키움 히어로즈 - 메인 스폰서